# Gujiće
Gujiće (izvirno srbsko Гујиће) je naselje v Srbiji, ki upravno spada pod Občino Tutin; slednja pa je del Raškega upravnega okraja.

## Demografija
V naselju živi 101 polnoletni prebivalec, pri čemer je njihova povprečna starost 36,6 let (37,3 pri moških in 35,8 pri ženskah). Naselje ima 30 gospodinjstev, pri čemer je povprečno število članov na gospodinjstvo 4,43.
Po podatkih popisa iz leta 2002 večino prebivalstva predstavljajo Bošnjaki, v času zadnjih treh popisov pa je opazno zmanjšanje števila prebivalcev.
|  |

| Demografija | Demografija     | Demografija     |
| Leto        | Št. prebivalcev | Št. prebivalcev |
| ----------- | --------------- | --------------- |
|             |                 |                 |
|             |                 |                 |
|             |                 |                 |
|             |                 |                 |
| 1948        | 153             |                 |
| 1953        | 205             |                 |
| 1961        | 246             |                 |
| 1971        | 277             |                 |
| 1981        | 313             |                 |
| 1991        | 250             | 226             |
| 2002        | 192             | 133             |
|             |                 |                 |

| Etnična sestava po popisu iz leta 2002 | Etnična sestava po popisu iz leta 2002 | Etnična sestava po popisu iz leta 2002 | Etnična sestava po popisu iz leta 2002 | Etnična sestava po popisu iz leta 2002 |
| -------------------------------------- | -------------------------------------- | -------------------------------------- | -------------------------------------- | -------------------------------------- |
| Bošnjaki                               | Bošnjaki                               |                                        | 126                                    | 94,73%                                 |
| Muslimani                              | Muslimani                              |                                        | 2                                      | 1,50%                                  |
| Neznano                                | Neznano                                |                                        | 5                                      | 3,75%                                  |